# Zybiszów
Zybiszów (niem. Siebischau) – wieś w Polsce, w województwie dolnośląskim, w powiecie wrocławskim, w gminie Kąty Wrocławskie
Od 2001 sołectwo.
Do 2024 r. miejscowość była przysiółkiem wsi Mokronos Górny. W latach 1975–1998 miejscowość należała administracyjnie do województwa wrocławskiego.
Na koniec 2011 r. Zybiszów liczył 157 mieszkańców.
We wsi znajduje się Stacja Doświadczalna Oceny Odmian będąca Oddziałem Terenowym COBOR-u. W jej skład wchodzą także następujące stacje doświadczalne (Zakłady Doświadczalne Oceny Odmian):
- ZDOO Bukówka
- ZDOO Jelenia Góra
- ZDOO Naroczyce
- ZDOO Tarnów
- ZDOO Tomaszów Bolesławiecki

Od 1982 roku stacja jest siedzibą Inspektorów Oceny Odmian. Po reformie administracyjnej w roku 1999 Inspektor sprawuje nadzór merytoryczny nad województwami : dolnośląskim i opolskim.